# 디스코볼라 경기장

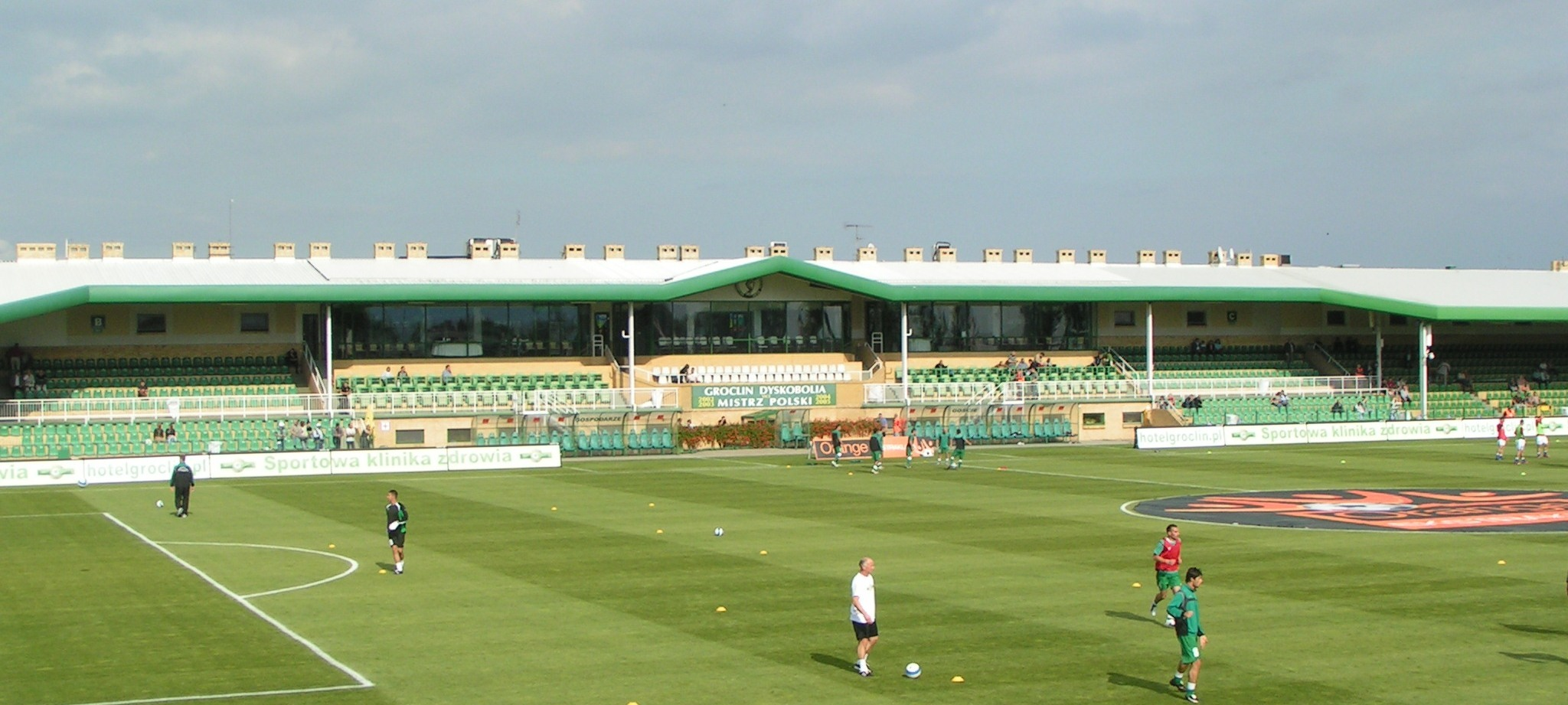

디스코볼라 경기장(Stadion Dyskobolia)은 다목적 경기장으로 폴란드의 그로지스크비엘코폴스키에 위치해 있다.
현재는 대부분 축구 경기를 치르는 데 사용되며, 축구 클럽팀인 디스코볼라 그로지스크비엘코폴스키의 홈구장으로 사용되고 있다. 경기장의 수용인원은 7,000명으로 1925년에 건립되었다.